# Tomáš Král (právník)
Tomáš Král (* 15. února 1964 Plzeň) je český právník. Od roku 2008 do roku 2022 zastával post prezidenta Českého svazu ledního hokeje.
Je vystudovaným právníkem na Právnické fakultě Karlovy univerzity. Ve své advokátní kanceláři Král a spol., v níž pracuje i v době vedení Českého svazu ledního hokeje, zastupoval řadu osobností společenského života (například kauza tenisty Milana Šrejbra).
V Archivu bezpečnostních složek je veden jako agent Státní bezpečnosti (vojenská kontrarozvědka) s krycím jménem „Renáta“.

## Sportovní začátky
V dětství a v mládí hrál na nižší výkonnostní úrovni fotbal a lední hokej, na ligové úrovni tenis. Později se (coby jezdec) účastnil okruhových závodů Ford Fiesta Cup.

## Působení v hokejovém dění
V letech 2004 až 2008 působil jako prezident (jednatel) plzeňského extraligového klubu a dříve též jako právník Českého svazu ledního hokeje. V sobotu 21. června 2008 byl v Praze zvolen prezidentem Českého svazu ledního hokeje, když při volbách získal 60 z 61 možných hlasů přítomných delegátů.

## Rodina
Se svou manželkou, která je lékařka, má tři děti, včetně brankáře Tomáše Krále.